# Myśl Karaimska
«Myśl Karaimska» («Караїмська думка") — журнал польською мовою, що видавався у Вільнюсі з 1924 по 1939 роки (10 номерів) і у Вроцлаві у 1946-1947 (два номери). Ініціатором цього видання, що призначався для дослідників караїмської мови та історії, став видатний орієнталіст професор Ананьяш Зайончковський. Співробітниками журналу були вчені-тюркологи, історик: С. Шапшал, Т. Ковальський, Й. Вежинський (Józef Wierzynski), М. Мореловський (M. Morelowski), Т. Леві-Бабович та ін. Науковий рівень журналу був вельми високий.
Журнал видавався форматом А5. Обсяг номерів коливався від 30-40 сторінок у 1920-ті рр. до 140-160 сторінок у 1930-1940-ті рр. протягом 24 років існування «Караїмської думки» журнал слугував меті збереження караїмської мови та літератури. До редакційного комітету увійшли (за алфавітом): газзан Шемайя Фіркович (Троки); Тадеуш Ковальський; адвокат, доктор Захарій Новахович (Галич); Ананьяш Роєцький (Вільнюс); Захарій Шпаковський (Луцьк); Ананьяш Зайончковський; Зарах Зарахович (Галич). Редактор журналу-Ананьяш Роєцький.
Десятий номер журналу (за 1932-1934 р.) вийшов як орган Товариства любителів караїмської історії та літератури. Редактором оновленого видання став Ананьяш Зайончковський.
На час Другої світової війни видання журналу було припинено, а в 1946 році у Вроцлаві вийшла вже нова серія журналу, видавцем якого виступив Караїмський релігійний союз у Республіці Польща.
У журналі були опубліковані статті з караїмської історії, етнографії, антропології та філології, Огляд видань і бібліографія караїмознавчих досліджень, хроніка найважливіших подій караїмського суспільного життя.
У 1948 р. журнал "Караїмська думка" реорганізований у журнал загального змісту «Przeglad orientalistyczny» («Орієнталістичний огляд»). Після цього довгий час не було постійного караїмського видання.